# Happy Day
Happy Day  es un cortometraje de 2003, dirigido por Abdeslam Kelai.

## Sinopsis
Said, un niño de siete años, es obligado por la miseria de su familia a trabajar como limpiabotas. Durante su primer día de trabajo, será maltratado, humillado, golpeado y víctima de diferentes formas de agresión. Terminará transformando su caja del betún, destrozada por una banda de niños de la calle, en una barquilla que pondrá a flotar en el océano. ¡Es la historia de miles de niños víctimas de la explotación y de la violencia.